# Hannah Hart
Hannah Maud Hart (* 2. November 1986 in Burlingame, Kalifornien) ist eine US-amerikanische Webvideoproduzentin, Schauspielerin und Autorin. Sie betreibt mehrere YouTube-Kanäle und ist vor allem für ihre Webshow My Drunk Kitchen bekannt, in der sie kocht, während sie betrunken ist.

## Leben
Hannah Hart wuchs als zweite von drei Schwestern in Burlingame, Kalifornien auf. Ihre Eltern trennten sich in ihrer Kindheit, Hart wuchs bei ihrer zunehmend an Schizophrenie leidenden Mutter auf. Sie studierte bis 2009 Englische Literatur und Japanisch an der UC Berkeley und in Japan.. Anschließend arbeitete sie als Korrekturleserin für eine Übersetzungsfirma, zuerst in San Francisco und anschließend in New York. Dieser Umzug war für Hart auch der Grund, ihre ersten YouTube-Videos zu veröffentlichen: eine Freundin aus San Francisco bat sie, sich dabei zu filmen, wie sie sich betrinkt und dabei kocht. Das so entstandene Video My Drunk Kitchen Ep. 1: Butter Yo Shit wurde ein viraler Hit; Hart gab nach einigen Monaten ihren alten Beruf auf, um sich auf die Produktion von Webvideos zu konzentrieren und zog 2012 nach Los Angeles. Zu dieser Zeit veröffentlichte sie die Webserie Coming Out, in der sie ihr eigenes Coming-out und ihre Erfahrungen als offen homosexuelle Frau bespricht.
2014 erschien Harts erstes Buch My Drunk Kitchen, ein laut eigenen Aussagen „parodistisches Selbsthilfe-Kochbuch“. Im selben Jahr spielte sie eine Hauptrolle im Film Camp Takota, den sie auch mitproduzierte.
2016 spielte sie in Electra Woman and Dyna Girl, einem Remake der gleichnamigen Serie aus den 1970er Jahren, neben Grace Helbig die Rolle von Dyna Girl. Zudem erschien ihr zweiter Film Dirty 30, in dem sie ebenfalls zusammen mit Grace Helbig sowie Mamrie Hart zu sehen war.
Im Oktober 2016 veröffentlichte Hart ihr zweites Buch Buffering, in dem sie auf ihre bisheriges Leben zurückblickt und sich unter anderem mit der psychischen Erkrankung ihrer Mutter, ihrem Verhältnis zu ihrem Vater, einem Zeugen Jehovas, und ihrer eigenen Homosexualität auseinandersetzt.
Ab August 2017 wurde auf dem US-amerikanischen Fernsehsender Food Network eine sechsteilige Serie namens „I Hart Food“ ausgestrahlt, die von Hart produziert und präsentiert wurde.
Hart war mit der für das Medienunternehmen BuzzFeed tätigen Webvideoproduzentin Ella Mielniczenko verheiratet.

## Auszeichnungen
- 2013: Streamy Award – Best Female Actor in a Comedy Web Series (My Drunk Kitchen)[14]
- 2014: Streamy Award – Comedy (My Drunk Kitchen)[15]
- 2015: Streamy Award – Collaboration (Epic Rap Battles of History, gemeinsam mit Nice Peter, EpicLLOYD und Grace Helbig)[16]
- 2016: GLAAD Davidson/Valentini Award[17]
- 2017: Alex Award der American Library Association (Buffering)[18]

## Filmografie
- 2014: Camp Takota
- 2016: Electra Woman and Dyna Girl (Webserie)
- 2016: Dirty 30

## Veröffentlichungen
- My drunk kitchen: a guide to eating, drinking & going with your gut. ItBooks, New York 2014, ISBN 978-0-06-229303-9.
- Buffering: Unshared Tales of a Life Fully Loaded. Dey Street Books, New York 2016, ISBN 978-0-06-245751-6.
- My Drunk Kitchen Holidays! How to Savor and Celebrate the Year. Plume, New York 2019, ISBN 978-0-525-54143-1.